# Plácido (mártir)
San Plácido (Placitus), es un mártir y santo cristiano. Junto a san Eutiquio (Euticius), Vitorino y sus hermanas Flavia, Donata, Firmata el diácono, Fausto, y otros treinta cristianos, han sido venerados como mártires por la Iglesia Católica. Según la tradición, fueron martirizados por los piratas de Mesina o bajo órdenes del emperador Diocleciano.
La festividad de los santos mártires entró en el calendario tridentino, pero se incluyó en el Calendario Romano desde 1588 hasta 1969, a celebrar el 5 de octubre, junto con la de dos monjes que fueron discípulos de San Benito de Nursia desde su niñez: San Mauro y San Plácido. (Martyrologium) Algunos católicos, vinculados a la liturgia romana del rito extraordinario, continúan observando calendarios anteriores a 1950 con la memoria de San Plácido y compañeros mártires el 5 de octubre. Otros, que igualmente siguen el rito extraordinario, celebran a San Plácido, el monje, el 15 de enero, junto con San Mauro debido a que en los años cincuenta se rectificó la fiesta del monje.
En 1586, durante el pontificado de Sixto V se encontraron las presuntas reliquias de este santo.

## San Plácido monje
En sus Actas, este Plácido (siglo III) es confundido con un santo del mismo nombre, seguidor de san Benito. 
Hay un monje benedictino del siglo VI llamado Plácido. Este monje es famoso por aparecer con san Mauro en la vida de san Benito, siendo considerados ambos los primeros discípulos. En especial se narra que siendo aun un joven novicio, un niño, fue enviado al lago de Subiaco a recoger agua pero la corriente lo arrastró. San Benito envió a Mauro a rescatarle y este sin darse cuenta caminó en el agua y salvó al joven, quien testificó no haber visto a Mauro sino a Benito mientras le asía de los cabellos para rescatarle. Posteriormente, fundó un monasterio en Mesina, del que fue abad, y donde se dice que fue martirizado en el 541 junto con treinta y dos compañeros.
No hay más noticias de él, pero la tradición lo identificó con el mártir de Mesina hasta que diversos estudios descartaron la posibilidad de que ambos santos fueran la misma persona. Los benedictinos, antes de las reformas litúrgicas de Anibale Bugnini, suprimieron la fiesta de San Plácido el 5 de octubre y la unieron a la de San Mauro el 15 de enero sin mencionar el martirio, quedando sólo como discípulo de San Benito y confesor.[cita requerida]